# Dobrzyca (powiat Pleszewski)
Dobrzyca is een stad in het Poolse woiwodschap Groot-Polen, in het district Pleszewski. De plaats maakt deel uit van de gemeente Dobrzyca en telt circa 3290 inwoners.